# Могильники (Псковська область)
Могильники (рос. Могильники) — присілок в Красногородському районі Псковської області Російської Федерації.
Населення становить 10 осіб. Входить до складу муніципального утворення Красногородська волость .

## Історія
Від 2015 року входить до складу муніципального утворення Красногородська волость .

## Населення
| 2001 | 2002 | 2010 |
| ---- | ---- | ---- |
| 11   | ↘10  | ↘4   |